# Кешель-Варзаль
Кешель-Варзаль (перс. كشل ورزل) — село в Ірані, у дегестані Есламабад, у бахші Санґар, шагрестані Решт остану Ґілян. За даними перепису 2006 року, його населення становило 402 особи, що проживали у складі 105 сімей.

## Клімат
Середня річна температура становить 14,29 °C, середня максимальна – 27,96 °C, а середня мінімальна – -1,07 °C. Середня річна кількість опадів – 1149 мм.
| Клімат поселення                              | Клімат поселення | Клімат поселення | Клімат поселення | Клімат поселення | Клімат поселення | Клімат поселення | Клімат поселення | Клімат поселення | Клімат поселення | Клімат поселення | Клімат поселення | Клімат поселення | Клімат поселення |
| Показник                                      | Січ.             | Лют.             | Бер.             | Квіт.            | Трав.            | Черв.            | Лип.             | Серп.            | Вер.             | Жовт.            | Лист.            | Груд.            |                  |
| Середній максимум, °C                         | 8,34             | 9,32             | 11,95            | 18,10            | 22,03            | 26,02            | 27,66            | 27,96            | 25,04            | 20,92            | 16,44            | 11,81            |                  |
| Середня температура, °C                       | 3,64             | 4,61             | 7,24             | 13,39            | 17,33            | 21,32            | 23,33            | 23,64            | 20,72            | 16,60            | 12,12            | 7,50             |                  |
| Середній мінімум, °C                          | −1,07            | −0,08            | 2,53             | 8,70             | 12,60            | 16,62            | 19,02            | 19,33            | 16,40            | 12,29            | 7,81             | 3,19             |                  |
| Норма опадів, мм                              | 122              | 99               | 88               | 51               | 47               | 31               | 29               | 58               | 119              | 182              | 168              | 155              |                  |
| Середньомісячна швидкість вітру, м/с          | 2.30             | 2.40             | 2.40             | 2.35             | 2.30             | 2.40             | 2.60             | 2.28             | 2.10             | 2.09             | 1.90             | 2.06             |                  |
| Середньомісячна сонячна радіація, кДж/м²·день | 6857             | 8969             | 11015            | 15686            | 19840            | 21801            | 22612            | 19155            | 15856            | 10921            | 8622             | 6624             |                  |
| --------------------------------------------- | ---------------- | ---------------- | ---------------- | ---------------- | ---------------- | ---------------- | ---------------- | ---------------- | ---------------- | ---------------- | ---------------- | ---------------- | ---------------- |
| Джерело:                                      |                  |                  |                  |                  |                  |                  |                  |                  |                  |                  |                  |                  |                  |